# Orthogonys chloricterus
El tangara verdioliva (Orthogonys chloricterus), también denominado frutero verde oliva es una especie de ave paseriforme perteneciente a la familia Mitrospingidae (anteriormente situada en Thraupidae), la única del género monotípico Orthogonys. Es endémico de los bosques montanos del sureste de Brasil.

## Distribución y hábitat
Se distribuye por la mata Atlántica del sureste de Brasil desde Espírito Santo hasta Santa Catarina, donde habita en el dosel y en los bordes de la selva, entre los 600 y los 1800 m, aunque en los meses de invierno consten registros en bajadas litoraleñas hasta los 200 m de altitud.

## Descripción
Mide 18 cm de longitud. Pico bastante largo y esbelto; piernas rosáceas. Por arriba es verde oliva uniforme; por abajo es amarillo con los lados y flancos teñidos de oliva.

## Comportamiento
Se movimenta por los estratos alto y medio del bosque, en grupos grandes, demostrando fuerte gregarismo al asociarse a otros tráupidos o a bandos del colorido carpintero arcoiris (Melanerpes flavifrons).

### Alimentación
Su dieta es esencialmente frugívora, frecuentando frutales y plantaciones. Puede actuar como especie nuclear en bandadas mixtas, moviéndose en frentes amplias, barriendo la vegetación de bromelias y aglomerados de hojas secas buscando insectos y frutos.

### Reproducción
Posiblemente nidifican entre bromelias en los meses de verano.

### Vocalización
Su llamado es un sonoro cotorreo, generalmente anunciando la llegada de una bandada mixta; el más frecuente es un «whiik!» y también un «cht-tziii». Realizan griterías colectivas.

## Sistemática

### Descripción original
La especie O. chloricterus fue descrita por primera vez por el naturalista francés Louis Jean Pierre Vieillot en 1819 bajo el nombre científico Tachyphonus chloricterus; la localidad tipo es: «cerca de Río de Janeiro, Brasil».
El género Orthogonys fue propuesto por el ornitólogo británico Hugh Edwin Strickland en 1844.

### Etimología
El nombre genérico masculino Orthogonys se compone de las palabras del griego «orthos»: ‘derecho, recto’, y «gonys» ‘mandíbula inferior’; y el nombre de la especie «chloricterus» se compone de las palabras del griego «khlōros»: ‘verde’, e «ikteros: ‘amarillo ictericio’».

### Taxonomía
A pesar de la presente especie estar colocada tradicionalmente en la familia Thraupidae, datos genético-moleculares de Barker et al. (2013) (2015) encontraron que formaba un grupo monofilético junto a Mitrospingus y Lamprospiza melanoleuca y propusieron su inclusión en una nueva familia Mitrospingidae, lo que dejaría a las familias relacionadas monofiléticas. El cambio taxonómico fue aprobado por la American Ornithological Society y ya incorporado por las principales clasificaciones, como el Congreso Ornitológico Internacional (IOC), Clements checklist v.2018, Aves del Mundo (HBW), y el Comité Brasileño de Registros Ornitológicos (CBRO). La Propuesta N° 802 al Comité de Clasificación de Sudamérica relativa a los cambios descritos fue aprobada.
Es monotípica.